# Browallia abbreviata
Browallia abbreviata är en potatisväxtart som beskrevs av George Bentham. Browallia abbreviata ingår i släktet browallior, och familjen potatisväxter. Inga underarter finns listade i Catalogue of Life.